# 蔡敏
蔡敏（1951年10月14日—2003年11月11日），臺灣女高音，出生於台北市。其父為中華民國空軍中將蔡名永。
蔡敏曾就學於台北市空軍子弟學校、台北市古亭國小、台北市萬華女中、台北縣新店崇光女中、台北市實踐大學音樂系、義大利米兰音乐学院、美國天主教大學聲樂碩士。先後師承張鎮南、李富美、張美惠、翁綠萍、丽塔·史塔里希、指揮家Antonelli、美國男中音陶得‧鄧肯、畫家劉獅。
1977年香港亞洲歌唱比賽季軍。
1977年與陳威陵、吳函、李玫瑩、蘇正途演出室內樂，陳秋盛指導。
1982年台北歌劇《費加洛的婚禮》。
1983年參與維也納輕歌劇《蝙蝠》演出。
1984年臺灣歌劇《波西米亞人》。
1989年海峽兩岸聲樂精英徐林強、蔡敏、詹曼華、孫禹於美國華府演出。
2003年11月11日於其位於台灣高雄市「摩天高雄」（位於中山路與新光路口）17樓的自宅墜樓身亡，警方依其遺留之字條推定為自殺。